# Fatničko polje
Fatničko polje je krško polje u Istočnoj Hercegovini, u  općini Bileća, oko 3 kilometra jugoistočno od Dabarskog polja. Zahvaća površinu od oko 9,6 km² i nalazi se na nadmorskoj visini od 460-500 metara između planina Kosmatuše, Brusnika, Vranjevića, Kuka, Oblog Brda i Grube Glave. Prečaga Humac (510 m) dijeli polje na Gornje i Donje. Izgrađeno je od vapnenca gornje krede.
U sjeveroistočnom obodu Gornjeg polja nalazi se veći broj izvora, dok su na jugoistoku Donjeg polja ponori. U dnu je usječeno suho korito Fatničke rijeke, koje se za vrijeme obilnijih jesenjih kiša ispuni vodom. Kako ponori ne mogu primiti svu vodu, polje se plavi od studenoga do svibnja. Najznačajnija naselja su na sjeveroistočnim padinama - Fatnica, Kalac i Orahovica.

## Vanjske poveznice
|  | Zajednički poslužitelj ima još gradiva o temi Fatničko polje |